# Zeroes
Zeroes je logická videohra pro mobilní zařízení z roku 2015. Vytvořil ji student ČVUT, Petr Marek.
Hráč musí umisťovat bloky s matematickými operacemi mezi tečky s čísly, aby všude byly nuly. Hra obsahuje 60 puzzlů rozdělených do 3 světů, přičemž v každém jsou možné jiné matematické operace.V prvním se lze setkat jen se sčítáním a odčítáním, v druhém je i násobení a dělení. V posledním světě se pak přidají diagonální bloky. V plánu jsou další světy.